# Byblis brachycephala
Byblis brachycephala är en kräftdjursart som beskrevs av Mills 1971. Byblis brachycephala ingår i släktet Byblis och familjen Ampeliscidae. Inga underarter finns listade i Catalogue of Life.